# Núcleo (fibra óptica)

La estructura de una fibra óptica monomodo típica.
1. Núcleo 8 µm de diámetro
2. Revestimiento 125 µm dia.
3. Búfer 250 µm dia.
4. Funda 400 µm dia.

Luz propagándose a través de una fibra óptica monomodo

El núcleo de un cable de fibra óptica convencional es un cilindro de vidro o plástico que recorre toda la longitud de la fibra. El núcleo está rodeado de un medio con un índice de refracción más bajo, normalmente un revestimiento de un vidrio diferente o plástico. La luz que viaja en el núcleo se refleja en el límite núcleo-revestimiento debido a la reflexión total interna siempre y cuando el ángulo entre la luz y la frontera sea menos que el ángulo crítico. Debido a esto, la fibra transmite todos los rayos luminosos que entran en la fibra con un ángulo lo suficientemente pequeño con respecto al eje de la fibra. El ángulo de limitación se llama ángulo de aceptación, y los rayos que están restringidos por el límite núcleo/revestimiento se llaman rayos guiados. 
El núcleo se caracteriza por su diámetro o área de sección transversal. En la mayoría de los casos la sección transversal debería ser circular, pero el diámetro está definido más rigurosamente como el promedio de los diámetros del círculo más pequeño que puede ser acotado del límite núcleo-revestimiento, y el círculo más grande que puede ser registrado dentro del límite. Esto permite desviaciones de circularidad debido a variación de manufactura.
Otra estadística citada comúnmente para el tamaño del núcleo es el diámetro de campo de modo. Este es el diámetro en el cual la intensidad de la luz en la fibra cae a alguna fracción especificada de un máximo (normalmente 1/e2 ≈ 13.5%). Para una fibra óptica monomodo el diámetro de campo de modo es mayor que el diámetro físico del núcleo debido a que la luz penetra ligeramente en el revestimiento como una onda evanescente.
Los tres tamaños de núcleo más comunes son:
- Diámetro de 9 µm (monomodo)
- Diámetro de 50 µm (multimodo)
- Diámetro de 62.5 µm (multimodo)[2]